# Schlosspark Theater

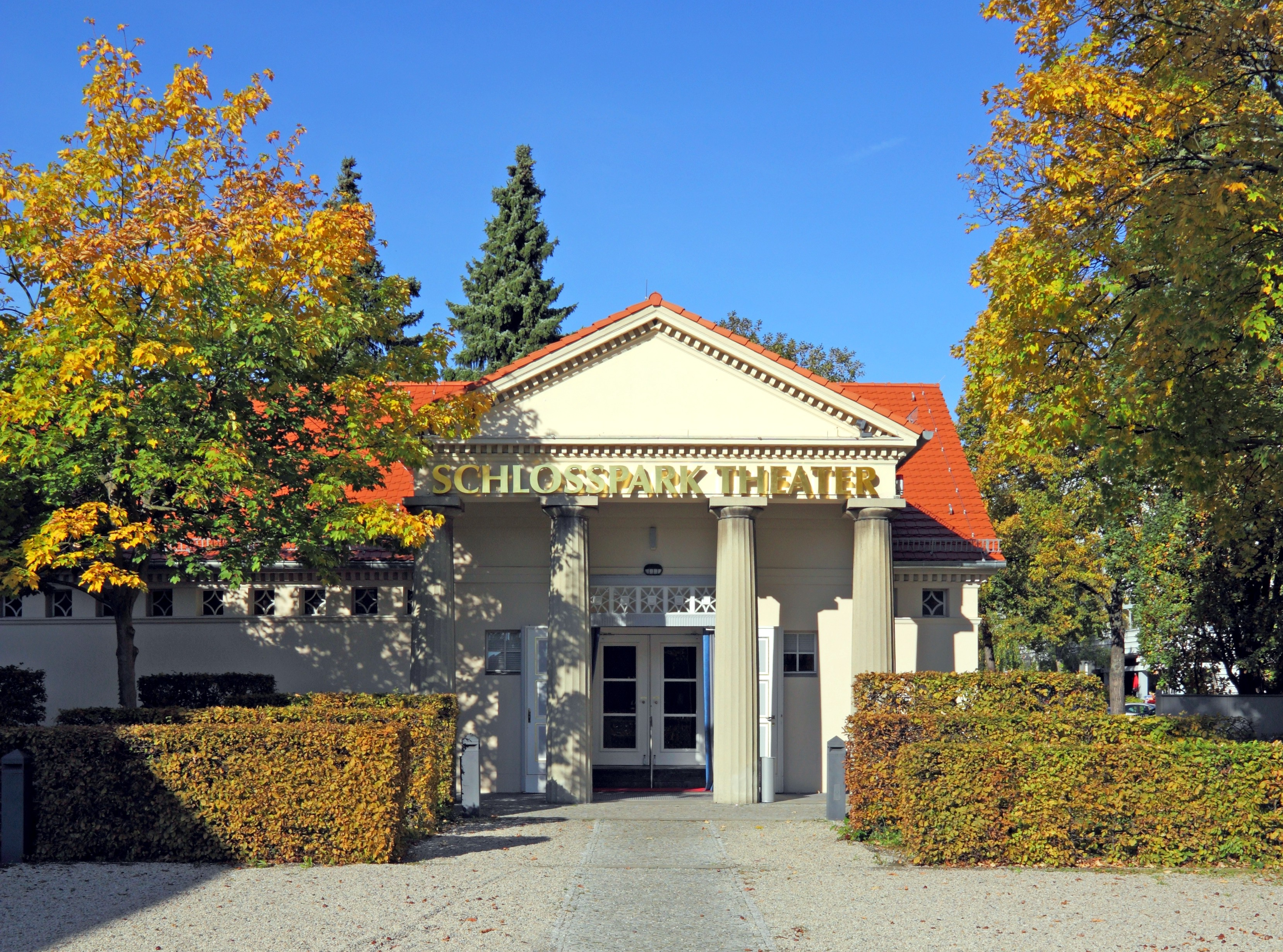
Das Schlosspark Theater in Berlin-Steglitz

Das Schlosspark Theater ist ein Theater im Berliner Ortsteil Steglitz des Bezirks Steglitz-Zehlendorf. Das traditionsreiche Theater wird seit 2008 als Privattheater von Dieter Hallervorden betrieben.

## Geschichte
Die Geschichte des renommierten Theaters reicht zurück bis in das Jahr 1804. 1921 fand das Theater eine neue Unterkunft im Wirtschaftstrakt des Wrangelschlösschens (Gutshaus Steglitz). Dieses im klassizistischen Stil errichtete Haus wurde eigens dafür umgebaut und fasste 440 Plätze.
Nach dem Zweiten Weltkrieg führte Boleslaw Barlog das Theater 27 Jahre lang bis 1972. Unter anderem gehörten Hildegard Knef, Klaus Kinski und Martin Held zum Ensemble. Sein Nachfolger war zunächst Hans Lietzau und danach Boy Gobert.
In der Nachkriegszeit feierten deutschsprachige Erstaufführungen berühmter zeitgenössischer Dramatiker hier Premiere. Samuel Beckett inszenierte im Hause selbst sein bekanntes Stück Warten auf Godot. Hildegard Knef gab im Schlosspark Theater ihr Theaterdebüt. Für die Uraufführung der von Max Brod dramatisierten Fassung von Das Schloss von Franz Kafka wurde das Ensemble des Theaters 1953 mit dem Deutschen Kritikerpreis ausgezeichnet.

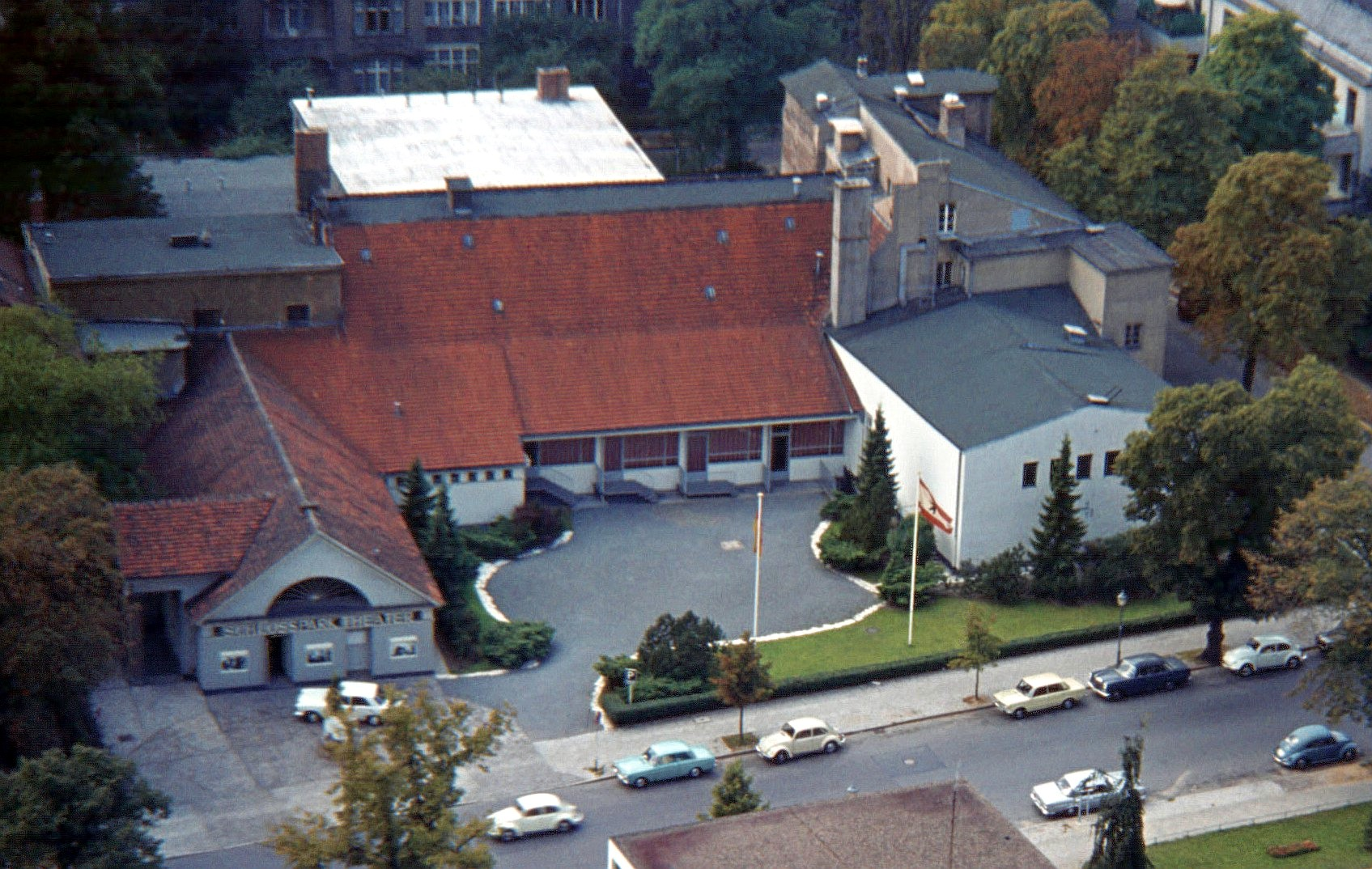
Blick vom Steglitzer Kreisel auf das Schlosspark Theater, 1972

Im Jahr 1950 wurde das Schlosspark Theater als Teil des Schillertheaters zum Staatstheater ernannt und war dessen kleinere Spielstätte. Nach der Schließung der Staatlichen Schauspielbühnen Berlin im Jahr 1993 wurde das Schlosspark Theater als Privattheater mit staatlichen Zuschüssen betrieben. Aus der Konkursmasse der nach der politischen Wende abgewickelten Staatlichen Schauspielbühnen übernahm Heribert Sasse das Schlosspark Theater als Privatbühne. Doch Sasse, bereits in den 1980er Jahren als Generalintendant der Staatlichen Schauspielbühnen für das Haus verantwortlich, konnte die Spielstätte wirtschaftlich nicht zum Erfolg führen. Als Ursache hierfür wurde der zwar gediegene, aber wenig anregende Spielplan gesehen. Der Geschäftsführer Wisniewski verhandelte mit Ezard Haußmann und mit Wolfgang Rumpf mit dem Ziel, die Intendanz des Hauses – gegebenenfalls gemeinsam – zu übernehmen, worüber jedoch keine Einigung erzielt werden konnte.
Die Leitung des Hauses wurde 2003 vom Senat erneut ausgeschrieben. In einem Auswahlverfahren mit 15 Bewerbern erhielten die Schauspieler Andreas Gergen und Gerald Michel mit der TOYS Musicalproduktion den Zuschlag für die Bespielung des traditionsreichen Hauses ab Oktober 2004. Während dieser Zeit wurde das Schlosspark Theater vorwiegend für Musical- wie Schauspiel-Produktionen genutzt. Erste Premiere der von Gergen und Michel geleiteten Bühne war der Broadway-Hit Pinkelstadt, in dem unter anderen Ilja Richter und Tilmann von Blomberg mitwirkten. Neben der Schauspielfassung der Berliner Operette Wie einst im Mai unter anderem mit Mathias Freihoff brachte Gergen mit seinem Team noch Die Drei von der Tankstelle (unter anderem mit Dieter Landuris, Monty Arnold, Axel Herrig und Katharine Mehrling), die deutschsprachige Erstaufführung von Rolf Hochhuths Nachtmusik und  seine eigene Non(n)sens-Inszenierung auf die Bühne des Schlosspark Theaters.
Der Unterhaltungskonzern Stage Entertainment, der in Berlin auch das Theater des Westens und das Theater am Potsdamer Platz betreibt, wurde 2006 finanzkräftiger Partner des Schlosspark Theaters. Die Zuschauerzahlen erreichten jedoch auch unter der neuen Leitung nicht das erhoffte Niveau. Ab Sommer 2006 wurden im Schlosspark Theater keine Theatervorstellungen mehr gezeigt, es wurde nur noch als Übertragungsort für eine Fernsehcasting-Show genutzt.
Seit 2008
Im Dezember 2008 mietete der Komiker und Schauspieler Dieter Hallervorden das Schlosspark Theater zunächst für zehn Jahre von der Stadt Berlin und ließ mit eigenen finanziellen Mitteln in Höhe von 1,2 Millionen Euro grundlegende Umbauarbeiten durchführen. Zuschauerraum, Foyer und Bühnentechnik wurden saniert, dafür wurde Hallervorden vom Berliner Senat für einen Zeitraum von fünf Jahren eine Mietkostenbefreiung gewährt. Am 1. September 2009 nahm das Theater den Spielbetrieb wieder auf. Hallervorden betreibt es als Sprechtheater ohne festes Ensemble im Semi-Stagione- und Gastspielbetrieb. In jedem Jahr gibt es etwa sechs Eigenproduktionen (viele davon deutsche Erstaufführungen), die durch Gastspiele ergänzt werden. Den bisher größten Erfolg unter Hallervordens Leitung verbuchte das Theater mit dem Stück Achterbahn von Éric Assous, den größten Flop mit Unter der Treppe von Charles Dyer unter der Regie von Alfred Kirchner. Im Spieljahr 2011/12 schoss Hallervorden 600.000 Euro aus privaten Mitteln zu. Die Lottostiftung zahlte jeweils die gleiche Summe in den beiden Folgejahren.
Ende 2011/Anfang 2012 gab es Rassismus-Vorwürfe seitens Bühnenwatch gegen Hallervorden und Joachim Bliese, nachdem im Theaterstück Ich bin nicht Rappaport die Figur des schwarzen Midge Carter mit Bliese als Blackface besetzt worden war. Ab 6. Oktober 2012 sollte das Stück Der kleine König Dezember erstaufgeführt werden. Da der Hauptdarsteller Dirk Bach überraschend am 1. Oktober gestorben war, musste die Premiere auf den 27. Oktober verschoben werden. Die Rolle wurde von Gustav Peter Wöhler übernommen.

## Finanzierung und Besucherzahlen
Seit 2011 erhält das Schlosspark Theater öffentliche Zuschüsse im Rahmen der institutionellen Förderung der Stiftung Deutsche Klassenlotterie Berlin (DKLB-Stiftung; sogenannte Lottomittel) und seit 2013 Subventionen unmittelbar vom Land Berlin.
Nach eigenen Angaben aus dem Jahr 2018 hat Hallervorden zu Beginn 1,7 Millionen Euro aus seinem Privatvermögen in die Renovierung investiert. Seitdem gebe er jährlich rund 100.000 Euro Privatmittel für den Betrieb des defizitären Theaters aus.
Im Jahr 2017 erhielt das Theater insgesamt 883.000 Euro öffentliche Zuschüsse, davon 283.000 Euro als institutionelle Förderung des Kulturressorts des Landes Berlin und 600.000 Euro als Fördergelder der DKLB-Stiftung. 2016 hatte das Theater 89.705 zahlende Besucher bei 339 Vorstellungen, 2017 besuchten 79.919 zahlende Gäste 358 Vorstellungen, die Auslastung betrug 48 %.
Mit Stand von 2024 erhält Hallervorden vom Land Berlin einen Zuschuss von 10,50 Euro pro Sitzplatz.